# Errants
Els errants (Errantia) són una subclasse d'anèl·lids poliquets que tenen una mobilitat important.
El terme Errantia al·ludeix a la seva gran capacitat de locomoció. Els errants es mouen activament, neden, caminen, s'arrosseguen, excaven en el fang o a la sorra, o es refugien sota roques o en els esculls de coral. Alguns també fabriquen tubs, però els abandonen per sortir a menjar. Molts són depredadors i utilitzen les seves mandíbules per a captures les seves preses, principalment crustacis, bivalves, hidroides, esponges i altres poliquets. Hi ha alguns casos excepcionals de comensalisme (sobre esponges, cnidaris, equinoderms, crustacis o altres poliquets) i més rar encara és el parasitisme (arabèlids que exploten a altres poliquets).

## Taxonomia
La subclasse Errantia inclou 6.246 espècies repartides en tres ordres
Subclasse Errantia (= Aciculata)
- Ordre Amphinomida
- Ordre Eunicida
- Ordre Phyllodocida
  - Subordre Aphroditiformia
  - Subordre Glyceriformia
  - Subordre Nereidiformia
  - Subordre Phyllodociformia